# Anacroneuria handlirschi
Anacroneuria handlirschi är en bäcksländeart som beskrevs av František Klapálek 1922. Anacroneuria handlirschi ingår i släktet Anacroneuria och familjen jättebäcksländor. Inga underarter finns listade i Catalogue of Life.